# 하계 여드름
하계 여드름(acne aestivalis, Mallorca acne), 열대성 여드름, 여름철 여드름은 특수한 형태의 다형성광선성발진이다. 여러 개의, 균일하고도 빨간 구진 병변을 이루는 단일 형태의 발진으로, 햇빛에 노출된 뒤에 발병하는 것으로 보고되었다.

## 같이 보기
- 피부 질환